# Личе-Раківська сільська рада
Личе-Раківська сільська рада — колишня адміністративно-територіальна одиниця та орган місцевого самоврядування в Корнинському районі Житомирської області Української РСР з адміністративним центром у селі Личе-Раківка.

## Населені пункти
Сільській раді на час ліквідації були підпорядковані населені пункти:
- с. Личе-Раківка

## Історія та адміністративний устрій
Створена 20 жовтня 1938 року, в с. Личе-Раківка Корнинської сільської ради Корнинського району Житомирської області, внаслідок реорганізації Корнинської сільської ради в селищну.
Станом на 1 вересня 1946 року сільська рада входила до складу Корнинського району Житомирської області, на обліку в раді перебувало с. Личе-Раківка.
Ліквідована 11 серпня 1954 року, відповідно до указу Президії Верховної ради Української РСР «Про укрупнення сільських рад по Житомирській області», територію та с. Личе-Раківка приєднано до складу Білківської сільської ради Корнинського району Житомирської області.